# Prix Nebula du meilleur roman
Le prix Nebula du meilleur roman récompense des œuvres de fantasy et de science-fiction comptant plus de 40 000 mots.
Les prix Nebula  sont attribués chaque année, pour les œuvres publiées pendant l'année calendaire précédente.

## Palmarès
Les gagnants sont cités en premier, suivis par les autres œuvres nommées.

### Années 1960

#### 1965
Dune (Dune) par Frank Herbert
- Les Fleurs pourpres (All Flesh is Grass) par Clifford D. Simak
- The Clone par Theodore L. Thomas (en) et Kate Wilhelm
- Dr Bloodmoney (Dr. Bloodmoney) par Philip K. Dick
- The Escape Orbit par James White
- Génocides (The Genocides) par Thomas M. Disch
- Nova express (Nova Express) par William Burroughs
- A Plague of Demons par Keith Laumer
- Rogue Dragon par Avram Davidson
- The Ship That Sailed the Time Stream par G. C. Edmondson (en)
- The Star Fox par Poul Anderson
- Le Dieu venu du Centaure (The Three Stigmata of Palmer Eldritch) par Philip K. Dick

#### 1966
Babel 17 (Babel-17) par Samuel R. Delany et Des fleurs pour Algernon (Flowers for Algernon) par Daniel Keyes (ex æquo)
- Révolte sur la Lune (The Moon Is a Harsh Mistress) par Robert A. Heinlein

#### 1967
L'Intersection Einstein (The Einstein Intersection) par Samuel R. Delany
- Chthon par Piers Anthony
- The Eskimo Invasion par Hayden Howard
- Seigneur de lumière (Lord of Light) par Roger Zelazny
- Un jeu cruel (Thorns) par Robert Silverberg

#### 1968
Rite de passage (Rite of Passage) par Alexei Panshin
- Faust Aleph Zéro (Black Easter) par James Blish
- Les androïdes rêvent-ils de moutons électriques ? (Do Androids Dream of Electric Sheep?) par Philip K. Dick
- Les Masques du temps (The Masks of Time) par Robert Silverberg
- Le Maître du passé (Past Master) par R. A. Lafferty
- Pique-nique au paradis (Picnic on Paradise) par Joanna Russ
- Tous à Zanzibar (Stand on Zanzibar) par John Brunner

#### 1969
La Main gauche de la nuit (The Left Hand of Darkness) par Ursula K. Le Guin
- Jack Barron et l'Éternité (Bug Jack Barron) par Norman Spinrad
- L'Île des morts (Isle of the Dead) par Roger Zelazny
- L'Orbite déchiquetée (The Jagged Orbit) par John Brunner
- Abattoir 5 (Slaughterhouse-Five) par Kurt Vonnegut
- Les Temps parallèles (Up the Line) par Robert Silverberg

### Années 1970
| Sommaire : | - Haut - 1970 - 1971 - 1972 - 1973 - 1974 - 1975 - 1976 - 1977 - 1978 - 1979 |

#### 1970
L'Anneau-Monde (Ringworld) par Larry Niven
- And Chaos Died par Joanna Russ
- Les Quatrièmes Demeures (Fourth Mansions) par R. A. Lafferty
- Le Crocodile électrique (The Steel Crocodile) par D. G. Compton
- La Tour de verre (Tower of Glass) par Robert Silverberg
- L'Année du soleil calme (The Year of the Quiet Sun) par Wilson Tucker

#### 1971
Le Temps des changements (A Time of Changes) par Robert Silverberg
- Le Hors-le-monde (The Byworlder) par Poul Anderson
- The Devil is Dead par R. A. Lafferty
- Humanité et demie (Half Past Human) par T. J. Bass
- L'Autre Côté du rêve (The Lathe of Heaven) par Ursula K. Le Guin
- Margaret and I par Kate Wilhelm

#### 1972
Les Dieux eux-mêmes (The Gods Themselves) par Isaac Asimov
- Le Livre des crânes (The Book of Skulls) par Robert Silverberg
- L'Oreille interne (Dying Inside) par Robert Silverberg
- Rêve de fer (The Iron Dream) par Norman Spinrad
- Le Troupeau aveugle (The Sheep Look Up) par John Brunner
- What Entropy Means to Me par George Alec Effinger
- Harlie avait un an (When Harlie Was One) par David Gerrold

#### 1973
Rendez-vous avec Rama (Rendezvous with Rama) par Arthur C. Clarke
- L'Arc en ciel de la gravité (Gravity's Rainbow) par Thomas Pynchon
- L'Homme éclaté (The Man Who Folded Himself) par David Gerrold
- The People of the Wind par Poul Anderson
- Time Enough for Love par Robert A. Heinlein

#### 1974
Les Dépossédés (The Dispossessed) par Ursula K. Le Guin
- 334 (334) par Thomas M. Disch
- Coulez mes larmes, dit le policier (Flow My Tears, the Policeman Said) par Philip K. Dick
- Le Dieu Baleine (The Godwhale) par T. J. Bass

#### 1975
La Guerre éternelle (The Forever War) par Joe Haldeman
- Autumn Angels par Arthur Byron Cover
- La Déesse voilée (The Birthgrave) par Tanith Lee
- Les Clowns de l'Éden (The Computer Connection) par Alfred Bester
- Dhalgren par Samuel R. Delany
- La Pierre des étoiles (Doorways in the Sand) par Roger Zelazny
- L'Enchâssement (The Embedding) par Ian Watson
- Loué soit l'exil (The Exile Waiting) par Vonda N. McIntyre
- L'Autre Moitié de l'homme (The Female Man) par Joanna Russ
- Le Bassin des cœurs indigo (A Funeral for the Eyes of Fire) par Michael Bishop
- Guernica Night par Barry N. Malzberg
- L'Héritage d'Hastur (The Heritage of Hastur) par Marion Zimmer Bradley
- Les Villes invisibles (Invisible Cities) par Italo Calvino
- Tempête d'une nuit d'été (A Midsummer Tempest par Poul Anderson
- Le Disparu (The Missing Man) par Katherine MacLean
- La Paille dans l'œil de Dieu (The Mote in God's Eye) par Larry Niven et Jerry Pournelle
- Ragtime (Ragtime) par E. L. Doctorow
- L'Homme stochastique (The Stochastic Man) par Robert Silverberg

#### 1976
Homme-plus (Man Plus) par Frederik Pohl
- Inferno par Larry Niven et Jerry Pournelle
- Islands par Marta Randall
- Shadrak dans la fournaise (Shadrach in the Furnace) par Robert Silverberg
- Triton (Triton) par Samuel R. Delany
- Hier, les oiseaux (Where Late the Sweet Birds Sang) par Kate Wilhelm

#### 1977
La Grande Porte (Gateway) par Frederik Pohl
- Cirque par Terry Carr
- Dans l'océan de la nuit (In the Ocean of Night) par Gregory Benford
- Moonstar Odyssey par David Gerrold
- Sword of Demon par Richard A. Lupoff

#### 1978
Le Serpent du rêve (Dreamsnake) par Vonda McIntyre
- Blind Voices par Tom Reamy
- Soleil mort : Kesrith (The Faded Sun: Kesrith) par C. J. Cherryh
- Kalki par Gore Vidal
- L'Étrangère (Strangers) par Gardner Dozois

#### 1979
Les Fontaines du paradis (The Fountains of Paradise) par Arthur C. Clarke
- Jem (Jem) par Frederik Pohl
- Le Temps des genévriers (Juniper Time) par Kate Wilhelm
- Sur les ailes du chant (On Wings of Song) par Thomas M. Disch
- La Route de Corlay (The Road to Corlay) par Richard Cowper
- Titan (Titan) par John Varley

### Années 1980
| Sommaire : | - Haut - 1980 - 1981 - 1982 - 1983 - 1984 - 1985 - 1986 - 1987 - 1988 - 1989 |

#### 1980
Un paysage du temps (Timescape) par Gregory Benford
- Les Pilotes de la Grande Porte (Beyond the Blue Event Horizon) par Frederik Pohl
- L'Oiseau d'Amérique (Mockingbird) par Walter Tevis
- The Orphan par Robert Stallman
- L'Ombre du bourreau (The Shadow of the Torturer) par Gene Wolfe
- La Reine des neiges (The Snow Queen) par Joan D. Vinge

#### 1981
La Griffe du demi-dieu (The Claw of the Conciliator) par Gene Wolfe
- L'Art de la mémoire (Little, Big) par John Crowley
- Le Pays multicolore et Les Conquérants du pliocène (The Many-Colored Land) par Julian May
- Radix (Radix) par A. A. Attanasio
- Enig Marcheur (Riddley Walker) par Russell Hoban
- Un vampire ordinaire (The Vampire Tapestry) par Suzy McKee Charnas

#### 1982
No Enemy But Time par Michael Bishop
- Fondation foudroyée (Foundation's Edge) par Isaac Asimov
- Vendredi (Friday) par Robert A. Heinlein
- Le Printemps d'Helliconia (Helliconia Spring) par Brian Aldiss
- L'Épée du licteur (The Sword of the Lictor) par Gene Wolfe
- La Transmigration de Timothy Archer (The Transmigration of Timothy Archer) par Philip K. Dick

#### 1983
Marée stellaire (Startide Rising) par David Brin
- Contre l'infini (Against Infinity) par Gregory Benford
- La Citadelle de l'Autarque (The Citadel of the Autarch) par Gene Wolfe
- Le Jardin de Suldrun (Lyonesse) par Jack Vance
- Tea With the Black Dragon par R. A. MacAvoy
- La Dernière Croisière du Dragon-Zéphyr (The Void Captain's Tale) par Norman Spinrad

#### 1984
Neuromancien (Neuromancer) par William Gibson
- Frontera par Lewis Shiner
- The Integral Trees par Larry Niven
- Job : Une comédie de justice (Job, a Comedy of Justice) par Robert A. Heinlein
- La Grande Hurle (The Man Who Melted) par Jack Dann
- Le Rivage oublié (The Wild Shore) par Kim Stanley Robinson

#### 1985
La Stratégie Ender (Ender's Game) par Orson Scott Card
- La Musique du sang (Blood Music) par Greg Bear
- Le Palais du déviant (Dinner at Deviant's Palace) par Tim Powers
- L'Hiver d'Helliconia (Helliconia Winter) par Brian Aldiss
- Le Facteur (The Postman) par David Brin
- The Remaking of Sigmund Freud par Barry Malzberg
- La Schismatrice (Schismatrix) par Bruce Sterling

#### 1986
La Voix des morts (Speaker for the Dead) par Orson Scott Card
- Comte Zéro (Count Zero) par William Gibson
- Free Live Free par Gene Wolfe
- La Servante écarlate (The Handmaid's Tale) par Margaret Atwood
- The Journal of Nicholas the American par Leigh Kennedy
- Ainsi finit le monde (This is the Way the World Ends) par James Morrow

#### 1987
La Cité des ombres (The Falling Woman) par Pat Murphy
- The Forge of God par Greg Bear
- Soldat des brumes (Soldier of the Mist) par Gene Wolfe
- Élévation (The Uplift War) par David Brin
- Vergil in Averno par Avram Davidson
- Gravité à la manque (When Gravity Fails) par George Alec Effinger

#### 1988
Opération Cay (Falling Free) par Lois McMaster Bujold
- En des cités désertes (Deserted Cities of the Heart) par Lewis Shiner
- Drowning Towers par George Turner
- La Grande Rivière du ciel  (Great Sky River) par Gregory Benford
- Mona Lisa s'éclate (Mona Lisa Overdrive) par William Gibson
- Le Prophète rouge (Red Prophet) par Orson Scott Card
- Le Nouveau Soleil de Teur (The Urth of the New Sun) par Gene Wolfe

#### 1989
The Healer's War par Elizabeth Ann Scarborough
- Boat of a Million Years par Poul Anderson
- L'Apprenti (Prentice Alvin) par Orson Scott Card
- Bonnes nouvelles de l'espace (Good News From Outer Space) par John Kessel
- Ivoire (Ivory: A Legend of Past and Future) par Mike Resnick
- Sister Light, Sister Dark par Jane Yolen

### Années 1990
| Sommaire : | - Haut - 1990 - 1991 - 1992 - 1993 - 1994 - 1995 - 1996 - 1997 - 1998 - 1999 |

#### 1990
Tehanu (Tehanu: The Last Book of Earthsea) par Ursula K. Le Guin
- Mary Reilly (Mary Reilly) par Valerie Martin
- Notre mère qui êtes aux cieux (Only Begotten Daughter) par James Morrow
- La Chute d'Hypérion (The Fall of Hyperion) par Dan Simmons
- Redshift Rendezvous par John E. Stith (en)
- White Jenna par Jane Yolen

#### 1991
Stations des profondeurs (Stations of the Tide) par Michael Swanwick
- Orbital Resonance par John Barnes
- Barrayar (Barrayar) par Lois McMaster Bujold
- Bone Dance par Emma Bull
- Les Synthérétiques (Synners) par Pat Cadigan
- La Machine à différences (The Difference Engine) par Bruce Sterling et William Gibson

#### 1992
Le Grand Livre (Doomsday Book) par Connie Willis
- Passerelles pour l'infini (A Million Open Doors) par John Barnes
- Sarah Canary par Karen Joy Fowler
- China Mountain Zhang par Maureen F. McHugh
- Un feu sur l'abîme (A Fire Upon the Deep) par Vernor Vinge
- Briar Rose par Jane Yolen

#### 1993
Mars la rouge (Red Mars) par Kim Stanley Robinson
- Assemblers of Infinity par Kevin J. Anderson et Doug Beason (en)
- Hard Landing par Algis Budrys
- Beggars in Spain par Nancy Kress
- Côté nuit (Nightside the Long Sun) par Gene Wolfe

#### 1994
L'Envol de Mars (Moving Mars) par Greg Bear
- La Parabole du semeur (Parable of the Sower) par Octavia E. Butler
- Flingue sur fond musical (Gun, with Occasional Music) par Jonathan Lethem
- En remorquant Jéhovah (Towing Jehovah) par James Morrow
- Temporary Agency par Rachel Pollack
- Mars la verte (Green Mars) par Kim Stanley Robinson
- Le Songe d'une nuit d'octobre (A Night in the Lonesome October) par Roger Zelazny

#### 1995
Expérience terminale (The Terminal Experiment) par Robert J. Sawyer
- La Mère des tempêtes (Mother of Storms) par John Barnes
- Beggars and Choosers par Nancy Kress
- Celestis par Paul Park
- Plasma (Metropolitan) par Walter Jon Williams
- Caldé, côté cité (Calde of the Long Sun) par Gene Wolfe

#### 1996
Slow River par Nicola Griffith
- The Silent Strength of Stones par Nina Kiriki Hoffman
- Winter Rose par Patricia McKillip
- Date d'expiration (Expiration Date) par Tim Powers
- Starplex (Starplex) par Robert J. Sawyer
- L’Âge de diamant (The Diamond Age) par Neal Stephenson

#### 1997
La Lune et le Roi-Soleil (The Moon and the Sun) par Vonda McIntyre
- Memory (Memory) par Lois McMaster Bujold
- Le Dragon du roi (King's Dragon) par Kate Elliott
- Le Trône de fer et Le Donjon rouge (A Game of Thrones) par George R. R. Martin
- Anciens rivages (Ancient Shores) par Jack McDevitt
- La Guerre du plasma (City on Fire) par Walter Jon Williams
- Bellwether par Connie Willis

#### 1998
La Paix éternelle (Forever Peace) par Joe Haldeman
- The Last Hawk par Catherine Asaro
- Moonfall par Jack McDevitt
- How Few Remain par Harry Turtledove
- La Mort du nécromant (Death of the Necromancer) par Martha Wells
- Sans parler du chien (To Say Nothing of the Dog) par Connie Willis

#### 1999
La Parabole des talents (Parable of the Talents) par Octavia E. Butler
- La Division Cassini (The Cassini Division) par Ken MacLeod
- La Bataille des rois, L'Ombre maléfique et L'Invincible Forteresse (A Clash of Kings) par George R. R. Martin
- Mission Child par Maureen F. McHugh
- L'Oiseau moqueur (Mockingbird) par Sean Stewart
- Au tréfonds du ciel (A Deepness in the Sky) par Vernor Vinge

### Années 2000
| Sommaire : | - Haut - 2000 - 2001 - 2002 - 2003 - 2004 - 2005 - 2006 - 2007 - 2008 - 2009 |

#### 2000
L'Échelle de Darwin (Darwin's Radio) par Greg Bear
- Ekaterin (A Civil Campaign) par Lois McMaster Bujold
- Crescent City Rhapsody par Kathleen Ann Goonan
- Midnight Robber par Nalo Hopkinson
- Infinity Beach par Jack McDevitt
- Forests of the Heart par Charles de Lint

#### 2001
Quantum Rose (The Quantum Rose) par Catherine Asaro
- Eternity's End par Jeffrey A. Carver (en)
- Mars Crossing par Geoffrey A. Landis
- Les Brigands, L'Épée de feu, Les Noces pourpres et La Loi du régicide (A Storm of Swords) par George R. R. Martin
- Collapsium (The Collapsium) par Wil McCarthy
- The Tower at Stony Wood par Patricia A. McKillip
- Les Puissances de l'invisible (Declare) par Tim Powers
- Passage (Passage) par Connie Willis

#### 2002
American Gods (American Gods) par Neil Gaiman
- Solitaire par Kelley Eskridge (en)
- Le Vent d'ailleurs (The Other Wind) par Ursula K. Le Guin
- Picoverse par Robert A. Metzger (en)
- Perdido Street Station (Perdido Street Station) par China Miéville
- Bones of the Earth par Michael Swanwick

#### 2003
La Vitesse de l'obscurité (The Speed of Dark) par Elizabeth Moon
- Immunité diplomatique (Diplomatic Immunity) par Lois McMaster Bujold
- La Monture (The Mount) par Carol Emshwiller
- Light Music par Kathleen Ann Goonan
- The Salt Roads par Nalo Hopkinson
- Chindi par Jack McDevitt

#### 2004
Paladin des âmes (Paladin of Souls) par Lois McMaster Bujold
- Dans la dèche au royaume enchanté  (Down and Out in the Magic Kingdom) par Cory Doctorow
- Oméga (Omega) par Jack McDevitt
- Cartographie des nuages (Cloud Atlas: A Novel) par David Mitchell
- Dead Kennedy (Perfect Circle) par Sean Stewart
- Le Chevalier (The Knight) par Gene Wolfe

#### 2005
Camouflage par Joe Haldeman
- Jonathan Strange et Mr Norrell (Jonathan Strange & Mr Norrell) par Susanna Clarke
- Polaris par Jack McDevitt
- Timbré (Going Postal) par Terry Pratchett
- Air par Geoff Ryman
- Orphans of Chaos par John C. Wright

#### 2006
Seeker (Seeker) par Jack McDevitt
- Le Privilège de l'épée (The Privilege of the Sword) par Ellen Kushner
- La Fille dans le verre (The Girl in the Glass) par Jeffrey Ford
- Le Cercle de Farthing (Farthing) par Jo Walton
- From the Files of the Time Rangers par Richard Bowes (en)
- To Crush the Moon par Wil McCarthy

#### 2007
Le Club des policiers yiddish (The Yiddish Policemen's Union) par Michael Chabon
- Odyssey par Jack McDevitt
- The Accidental Time Machine par Joe Haldeman
- The New Moon's Arms par Nalo Hopkinson
- Ragamuffin par Tobias S. Buckell

#### 2008
Pouvoirs (Powers) par Ursula K. Le Guin
- Little Brother (Little Brother) par Cory Doctorow
- Cauldron par Jack McDevitt
- Brasyl (Brasyl) par Ian McDonald
- Monnayé (Making Money) par Terry Pratchett
- Superpowers par David J. Schwartz

#### 2009
La Fille automate (The Windup Girl) par Paolo Bacigalupi
- Boneshaker (Boneshaker) par Cherie Priest
- The City and the City (The City and the City) par China Miéville
- Finch par Jeff VanderMeer
- Flesh and Fire par Laura Anne Gilman
- The Love We Share Without Knowing par Christopher Barzak (en)

### Années 2010
| Sommaire : | - Haut - 2010 - 2011 - 2012 - 2013 - 2014 - 2015 - 2016 - 2017 - 2018 - 2019 |

#### 2010
Black-out / All Clear (Blackout/All Clear) par Connie Willis
- The Native Star par M. K. Hobson (en)
- Les Cent Mille Royaumes (The Hundred Thousand Kingdoms) par N. K. Jemisin
- Shades of Milk and Honey par Mary Robinette Kowal
- Echo par Jack McDevitt
- Qui a peur de la mort ? (Who Fears Death) par Nnedi Okorafor

#### 2011
Morwenna (Among Others) par Jo Walton
- Légationville (Embassytown) par China Miéville
- Firebird par Jack McDevitt
- God’s War par Kameron Hurley
- Mechanique: A Tale of the Circus Tresaulti par Genevieve Valentine
- Le Royaume des dieux (The Kingdom of Gods) par N. K. Jemisin

#### 2012
2312 (2312) par Kim Stanley Robinson
- Throne of the Crescent Moon par Saladin Ahmed
- Ironskin par Tina Connolly (en)
- La Lune tueuse (The Killing Moon) par N. K. Jemisin
- La Fille qui se noie (The Drowning Girl) par Caitlín R. Kiernan
- Glamour in Glass par Mary Robinette Kowal

#### 2013
La Justice de l'ancillaire (Ancillary Justice) par Ann Leckie
- Nos années sauvages (We Are All Completely Beside Ourselves) par Karen Joy Fowler
- L'Océan au bout du chemin (The Ocean at the End of the Lane) par Neil Gaiman
- Fire with Fire par Charles E. Gannon (en)
- Hild par Nicola Griffith
- The Red: First Light par Linda Nagata
- Un étranger en Olondre (A Stranger in Olondria) par Sofia Samatar
- La Femme d'argile et l'Homme de feu (The Golem and the Jinni) par Helene Wecker (en)

#### 2014
Annihilation (Annihilation) par Jeff VanderMeer
- The Goblin Emperor par Katherine Addison
- Trial by Fire par Charles E. Gannon (en)
- L'Épée de l'ancillaire (Ancillary Sword) par Ann Leckie
- Le Problème à trois corps (The Three-Body Problem) par Liu Cixin
- Coming Home par Jack McDevitt

#### 2015
Déracinée (Uprooted) par Naomi Novik
- La Miséricorde de l'ancillaire (Ancillary Mercy) par Ann Leckie
- Barsk: The Elephants’ Graveyard par Lawrence M. Schoen (en)
- La Cinquième Saison (The Fifth Season) par N. K. Jemisin
- La Grâce des rois (The Grace of Kings) par Ken Liu
- Raising Caine par Charles E. Gannon (en)
- Updraft par Fran Wilde (en)

#### 2016
Tous les oiseaux du ciel (All the Birds in the Sky) par Charlie Jane Anders
- Borderline par Mishell Baker (en)
- La Porte de cristal (The Obelisk Gate) par N. K. Jemisin
- Le Gambit du renard (Ninefox Gambit) par Yoon Ha Lee
- Everfair par Nisi Shawl

#### 2017
Les Cieux pétrifiés (The Stone Sky) par N. K. Jemisin
- Amberlough par Lara Elena Donnelly (en)
- The Strange Case of the Alchemist’s Daughter par Theodora Goss
- La Fantastique Famille Telemachus (Spoonbenders) par Daryl Gregory
- Six Wakes par Mur Lafferty
- La Cité de Jade (Jade City) par Fonda Lee
- Autonome (Autonomous) par Annalee Newitz

#### 2018
Vers les étoiles (The Calculating Stars) par Mary Robinette Kowal
- La Guerre du pavot (The Poppy War) par R. F. Kuang
- La Cité de l'orque (Blackfish City) par Sam J. Miller
- La Fileuse d'argent (Spinning Silver) par Naomi Novik
- La Marque du sorcier (Witchmark) par C. L. Polk (en)
- La Piste des éclairs (Trail of Lightning) par Rebecca Roanhorse

#### 2019
A Song for a New Day par Sarah Pinsker
- Marque of Caine par Charles E. Gannon (en)
- Les Dix Mille Portes de January (The Ten Thousand Doors of January) par Alix E. Harrow
- Un souvenir nommé empire (A Memory Called Empire) par Arkady Martine
- Les Dieux de jade et d'ombre (Gods of Jade and Shadow) par Silvia Moreno-Garcia
- Gideon la Neuvième (Gideon the Ninth) par Tamsyn Muir

### Années 2020
| Sommaire : | - Haut - 2020 - 2021 - 2022 - 2023 - 2024 |

#### 2020
Effet de réseau (Network Effect) par Martha Wells
- Piranèse (Piranesi) par Susanna Clarke
- Genèse de la cité (The City We Became) par N. K. Jemisin
- Mexican Gothic (Mexican Gothic) par Silvia Moreno-Garcia
- Le Pacte de minuit (The Midnight Bargain) par C. L. Polk (en)
- Soleil noir (Black Sun) par Rebecca Roanhorse

#### 2021
Maître des djinns (A Master of Djinn) par P. Djèlí Clark
- The Unbroken par C. L. Clark (en)
- Machinehood par S. B. Divya (en)
- Une désolation nommée paix (A Desolation Called Peace) par Arkady Martine
- Plague Birds par Jason Sanford (en)

#### 2022
Babel (Babel) par R. F. Kuang
- Légendes & Lattes (Legends & Lattes) par Travis Baldree (en)
- La Lance de Peretur (Spear) par Nicola Griffith
- Nettle and Bone : Comment tuer un prince (Nettle & Bone) par T. Kingfisher
- Nona la Neuvième (Nona the Ninth) par Tamsyn Muir
- La Montagne dans la mer (The Mountain in the Sea) par Ray Nayler

#### 2023
Les Portes de Lumière (The Saint of Bright Doors) par Vajra Chandrasekera
- Les Hors-la-loi de l'eau (The Water Outlaws) par S. L. Huang
- Transitions (Translation State) par Ann Leckie
- The Terraformers par Annalee Newitz
- Shigidi and the Brass Head of Obalufon par Wole Talabi (en)
- Roi Sorcier (Witch King) par Martha Wells

#### 2024
Someone You Can Build a Nest In par John Wiswell (en)
- Sleeping Worlds Have No Memory par Yaroslav Barsukov
- Rakesfall par Vajra Chandrasekera
- Asunder par Kerstin Hall
- Quand vient la sorcière (A Sorceress Comes to Call) par T. Kingfisher
- The Book of Love par Kelly Link